# Крамар, Дмитрий Валерьевич
Дмитрий Валерьевич Крамар (укр. Дмитро Валерійович Крамар; 15 июня 1999, Хмельницкий — 6 мая 2023, Бахмут) — украинский военнослужащий, младший сержант, участник российско-украинской войны. Герой Украины (2023, посмертно).

## Биография
Родился 15 июня 1999 года в городе Хмельницкий. После окончания профессионального училища № 25 в 2017 году поступил на службу в Вооружённые силы Украины по контракту. Проходил службу в составе 8-го полка Сил специальных операций. Участвовал в обороне Бучи, Ирпеня, Северодонецка, а также в боях в районе Бахмута.
На момент гибели занимал должность заместителя командира разведывательной группы.
Погиб 6 мая 2023 года во время выполнения боевого задания в районе города Бахмут. Похоронен в родном городе на Аллее Славы Раковского кладбища.

## Награды
- Звание «Герой Украины» с удостоением ордена «Золотая Звезда» (29 сентября 2023, посмертно) — за личное мужество и героизм, проявленные в защите государственного суверенитета и территориальной целостности Украины, верность военной присяге[2].
- Орден «За мужество» III степени (2022) — за личное мужество и самоотверженные действия, проявленные в защите государственного суверенитета и территориальной целостности Украины, верность военной присяге.